# Cyrano, mon amour
Cyrano, mon amour (Edmond) è un film del 2018 diretto da Alexis Michalik.

## Trama
Nella Parigi del 1897 il commediografo Edmond Rostand a quasi trent'anni ha già due bambini e difficoltà economiche dovute ad un blocco della creatività. Offre così ai produttori un testo che ancora non ha scritto: Cyrano de Bergerac.

## Distribuzione
Il film è stato distribuito nelle sale cinematografiche italiane a partire dal 18 aprile 2019.